# Teoria del campo dei ligandi
La teoria del campo dei ligandi (o leganti) descrive in modo accurato l'instaurarsi del legame chimico nei complessi di coordinazione tramite l'utilizzo della teoria degli orbitali molecolari. Introdotta da Griffith e Orgel nel 1957, rappresenta un'estensione e implementazione della teoria del campo cristallino che riesce a rendere conto della grande varietà di legami che si possono instaurare in relazione agli svariati leganti con caratteristiche spesso del tutto differenti fra loro. 
In generale, partendo dai 9 orbitali di un metallo di transizione (uno s, tre p e cinque d) e N orbitali del ligando (N coincide con il numero di coordinazione) è possibile ottenere N orbitali molecolari leganti, 9-N non leganti e N antileganti. Per riempire gli N orbitali molecolari leganti e i 9-N non leganti occorrono in tutto 18 elettroni: questo costituisce la base teorica della regola dei 18 elettroni (assimilabile alla regola dell'ottetto valida per gli elementi dei blocchi s e p della tavola periodica) e rappresenta la configurazione elettronica dotata di maggiore stabilità, anche se sono presenti diverse eccezioni dovute al fatto che gli orbitali non leganti influiscono poco sulla stabilità stessa.
In questa trattazione si prenderà in considerazione il caso inerente alla simmetria ottaedrica, caratteristica del numero di coordinazione 6. Nel caso di altre simmetrie è comunque possibile ricavare la suddivisione degli orbitali e altre informazioni quali la degenerazione e la parità facendo riferimento alla letteratura specialistica.

## Legame σ
Gli orbitali molecolari creati dalla coordinazione possono essere visti come il risultato della donazione di due elettroni da parte di ciascuno dei sei legandi σ-donatori agli orbitali d del metallo. Nei complessi ottaedrici, i leganti si dispongono lungo gli  assi x, y e z, cosicché i loro orbitali di simmetria σ formano combinazioni di legame e antilegame con gli orbitali dz2 e dx2−y2. Gli orbitali dxy, dxz e dyz rimangono di non legame. Avvengono anche deboli interazioni di legame (e antilegame) con gli orbitali s e p del metallo che vanno a formare in totale 6 orbitali molecolari di legame (e 6 di antilegame).
La simmetria molecolare degli orbitali metallici nel campo ottaedrico è riassunta dalla seguente tabella:
| Orbitale      | Simmetria |
| ------------- | --------- |
| s             | a1g       |
| px, py, pz    | t1u       |
| dxy, dyz, dzx | t2g       |
| dx²-y², dz²   | eg        |

Le combinazioni lineari di simmetria, non normalizzate, in grado di originare il legame σ tra ligando e metallo sono le seguenti:
- a1g (non degenere) ⇒ σ1+σ2+σ3+σ4+σ5+σ6
- t1u (triplamente degenere) ⇒ σ1-σ3, σ2-σ4, σ5-σ6
- eg (doppiamente degenere) ⇒ σ1-σ2+σ3-σ4, 2σ6+2σ5-σ1-σ2-σ3-σ4

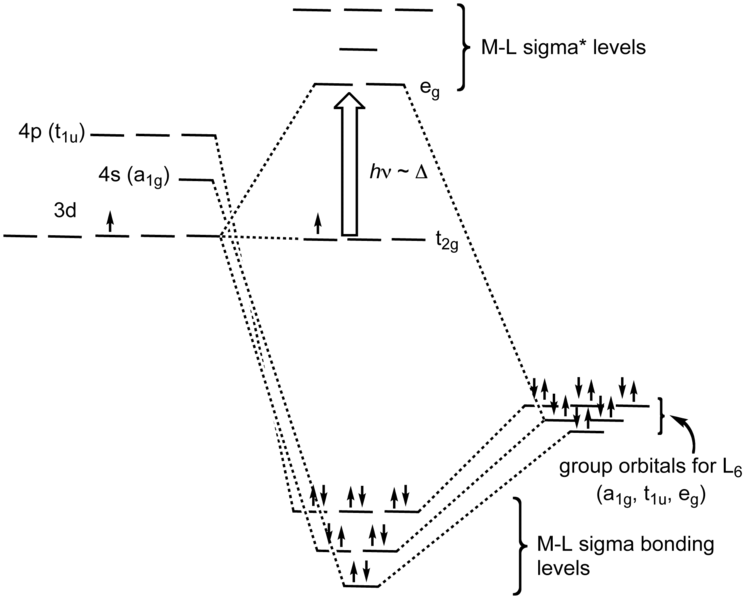
Diagramma orbitalico dell'applicazione della teoria del campo dei leganti. A sinistra è mostrato l'insieme di base appartenente al metallo, mentre a destra è presente il set di base dei leganti. Al centro il diagramma mostra il risultato della combinazione degli orbitali. Il composto in questione è [Ti(H_{2}O)_{6}]^{3+}.

Nessuna combinazione di orbitali σ del ligando ha simmetria compatibile con i t2g metallici.
L'energia di stabilizzazione del campo dei leganti (LFSE, Ligand Field Stabilization Energy), Δo, coincide in pratica con la differenza di energia tra gli orbitali HOMO e LUMO. La diversa capacità da parte dei leganti di provocare una separazione di maggiore o minore entità è ricavabile dalla serie spettrochimica. Quando il valore di Δo risulta basso, la configurazione elettronica viene determinata applicando la regola di Hund del semiriempimento, ottenendo in questo modo complessi caratterizzati da elevata molteplicità di spin e per questo definiti ad alto spin. Quando invece il valore di Δo è grande, in termini energetici risulta conveniente riempire dapprima tutti gli orbitali a minore energia con la conseguenza di ottenere un maggior numero di elettroni appaiati e quindi complessi definiti a basso spin.

## Legame π
Gli orbitali t2g del metallo possono instaurare un legame π con leganti che possiedono orbitali di tale simmetria rispetto all'asse di legame metallo-ligando. 
I leganti basici π (o π donatori) non possiedono alcun orbitale p o π* di energia inferiore vuoto e utilizzano i propri orbitali π pieni agendo in pratica da basi di Lewis. Questi orbitali hanno energia inferiore rispetto agli orbitali d del metallo e provocano una diminuzione del Δo con gli HOMO t2g che divengono antileganti. Esempi di leganti basici π sono H2O, Cl- e SCN-. 

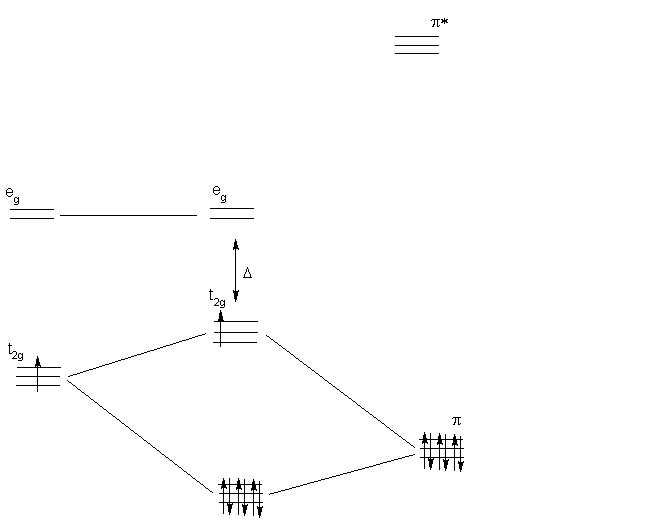
Diagramma che mostra l'effetto dei leganti basici π.

I leganti acidi π (o π accettori) utilizzano orbitali di simmetria π vuoti accettando elettroni dai t2g e agendo quindi da acidi di Lewis. Questi orbitali hanno carattere antilegante ed energia più elevata degli orbitali d del metallo, quindi gli orbitali t2g contraendo il legame chimico diventano leganti con il risultato di provocare un aumento del Δo. Tra i leganti acidi π si citano CO e le fosfine sostituite.

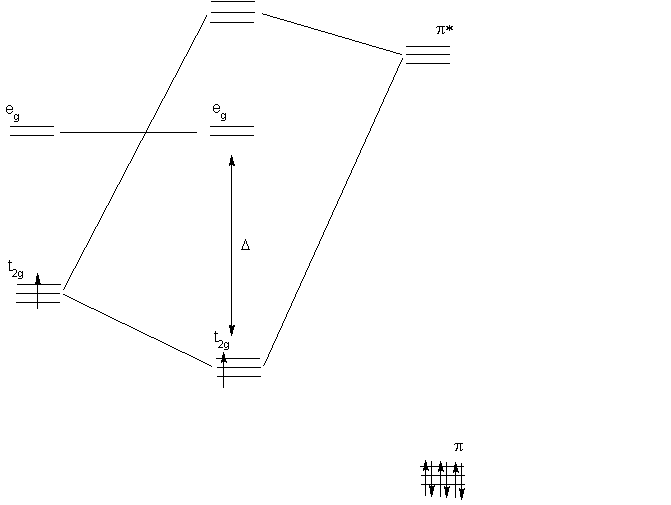
Diagramma che mostra l'effetto dei leganti acidi π.

Altro importante legame ben descritto dalla teoria del campo dei leganti è la retrodonazione π, che ha l'effetto di aumentare il Δo e la forza del legame metallo-ligando.